# Газікумухське шамхальство
Газікумухське (Казікумухське, Дагестанське) шамхальство (Гъазигъумуксса шамхаллугъ)  Казикумухское шамхальство— термін, введений в обіг у дагестанську історіографію не раніше середини XX-го століття і покликаний означати нібито існувало державне утворення на території Дагестану в період VIII—XVII століття.  Проте це не виключає того, що є кілька свідчень про те, що селище «Казикумук» було однією з резиденцій кумицького шамхала, а також про існування області «Казикумуклук, Казикумук» під владою шамхала та з корінним населенням з «дагестанських татар»,  згодом змішалися з переселеними в область із перських земель племенами.

## Історія

### Заснування
Утворилося навколо другої столиці держави Сарір — Кумух. Тут правили родичи сарірської династії. Вони прийняли титул «шамхал», що зводиться дослідниками до словосполучення «шах баал», де перше слово, є одним з відомих титулів царів Саріру, а друге, в перекладі з перської, означає «дерево, кущ». Звідси — родич шаха, гілка родини шаха. На рубежі XI–XII століть у Кумухі шамхали роблять іслам державною релігією. Кумух стає основним форпостом ісламу в Лакії, де був похований предводитель газіїв (борців за віру) амір Каландар, місіонер посланий сюди з Мекки в XI столітті. Водночас саме в цей час Кумухські шамхали стають остаточно незалежними від держави Сарір.
Шамхали, спираючись на військову силу газіїв проводили активну політику з ісламізації гірської частини Дагестану, чому також сприяла діяльність ширваншаха Фірабурза I (1063–1096). Щороку шамхали організовували походи газіїв на невірних, за що Кумух у XIV ст. отримує почесну приставку «гази», ставши Газі-Кумух.
Тривалий час шамхальству доводилося протистояти зазіхань з боку Дербентського емірата та Ширвана. Ймовірно в цей час встановлює союзницькі відносини з державою Сельджуків. У 1170-х роках вело запеклі війни проти Ширвану та Грузії. Водночас продовжувалася політика ісламізації підвладних володінь південного Дагестану.
У 1240 році держава стикнулася із вторгненням золотоординського війська на чолі із Бугдаєм. Втім незважаючи на відчайдушний спротив населення шамхальства, монголи захопили столицю Кумух. Тоді населення перейшло до партизанської тактики, що змусило ворогів відступити. Проте Газі-Кумухський шамхал змушений був визнати зверхність Бату, хана Золотої орди. В подальшому шамхали намагалися маневрувати між Золотою ордою та державною Хулагуїдів (Ільханів). У 1302 році шамхал Бадр встановив дружні стосунки з Газаном, володарем держави Ільханів. Водночас шамхальство тривалий час воювало з державою Зиріхгеран.

### Піднесення
На початку XIV століття воно засвідчено в письмових джерелах як назва Дагестан. З 1318 року шамхальство вступило у тривалий конфлікт з Ширваном та Аварським нуцальством за вплив на Кайтазьке уцмійство. У 1395–1396 році війська Газікумухського шамхальства підтримали Тохтамиша у боротьбі проти Тамерлана. Останньому, незважаючи на відчайдушній спротив, вдалося перемогти шамхала та сплюндрувати усі містечка.
У середині XVI століття шамхальство являло собою могутню ісламську державу Північного Кавказу. Шамхала стали називати навіть «падишахом», здатним виставити 20-тисячне кінне військо та близько 80 тис. піших вояків. Маючи таку військову потугу здійснювали численні походи до Грузії, Великої та Малої Кабарди. Шамхал Чопан володів всім краєм від кордонів Кайтазького уцмійства, Кюринського округу, Аварії, Черкесії та річки Терек до Каспійського моря. В цей час шамхал в союзі з Кахетинським царством вступив у конфлікт з Ширваном за право володарювати у північному Азербайджані.
У 1556 році шамхал Будай I намагався встановити з Московським царством дружні стосунки, які б сприяли пожвавленню торговельних відносин. Проте мир зберігався недовго. У 1560 році за наказом царя Івана IV Грозного московити разом з кабардинцями вперше вдерлося на землі шамхальства. У 1567 році, намагаючись перешкодити московитам та кабардинцям князя Темрюка встановити фортецю біля злиття Сунжи і Терека, загинули шамхал Будай I та його брат Сурхай. Проте вже за шамхала Чопана газікумухці зуміли взяти реванш. Він уклав союз з Османською імперією та Кримським ханством, до військ яких приєднався у 1570 році з метою захоплення Астрахані. Втім цей похід не був вдалим.
Водночас було укладено союз з перською династією Сефевідів. У 1577 році шамхал Чопан виступив проти кизилбашей, які вдерлися до Ширвану. За перемоги над ними отримав нагороди від османського султана. Проте у 1578 році не надав допомогу османським військам у війні з персами за Шемаху. За це того ж року яничари сплюндрували столицю шамхальства. Лише партизанська боротьба змусила османів відступити з Дагестану.

### Занепад
Війни з Московським царством, Персією та Османською імперією спричинило послаблення держави, постійні вторгнення ворогів підривало економічну базу держави, порушували торговельні зв'язки. У 1588 році московити заклали на річці Терек фортецю Терське містечко. Після цього тиск Московії на північні кордони шамхальства посилився.
Коли Чопан помер у 1589 році в Буйнаку, його сини розділили між собою всі його володіння: Ільдар обрав своїм місцеперебуванням Буйнак і Тарки, Мухаммад залишився в Казаніще, Андій — в Кафіркумухі, Гірей — в Гілі.
У 1590 році московити на чолі із князем Андрієм Хворостиним здійснили похід на землі газікумухців, в результаті чого останні втратили землі біля річки Сулак. З кінця 1590-х років погіршуються стосунки з Кахетінським царством.
Першим серйозним ударом по єдності і цілісності шамхальства стало відділення земель між ріками Терек і Сулак. На цій території вже на початку XVII ст. було утворено самостійне Ендирейське ханство, яке отримало назву від аула Ендирей, що став його центром. Приводом до створення Ендирейського володіння послужила відмова синів Чубай-шамхала Ільдара, Магомеда, Андия і Гірея визнавати право на отримання частки батьківської спадщини за їх рідним братом по батькові Султан-Мутом (Султан-Махмудом), народженим від шлюбу шамхала на кабардинській знатній узденці, вважаючи його чанкою. Тоді Султан-Махмуд вирушив до Кабарди, зібрав там за допомогою родичів по матері великий загін військ, повернувся до шамхальства, захопив землі між річками Сулаком і Тереком з нижньою частиною Мічікіча і Салатавського округу до гори Керхі, що на кордоні Гумбета і став проводити практично незалежну від Тарки і Газікумуха політику.
Проте Султан-Мута остаточно не порвав стосунки з шамхальством. У 1605 році саме Султан-Мута разом з родичем Гіреєм завдали нищівної поразки московському війську з союзникам на Караманському полі. Проте у 1614 році шамхал Андій визнав зверхність московського царя Михайла I Романова. Водночас шамхал відчував тиск з боку перського шаха Аббаса I, який підкорив Ширван, Кахетію та Картлі.
У 1635 році після смерті шамхала Ільдара з'їзд володарів шамхальства висловився за обрання шамхалом Султан-Мута, проте він по старості відмовився від цього почесного і авторитетного титулу на користь свого старшого сина Айдеміра. Таке становище зберігалося до 1641 року, коли Айдемір загинув під час походу проти балкарців.
У 1642 році в ході династичних суперечок титул «шамхал» переходить до Тарковських володарів з шамхальської гілки в Тарки, що дає початок утворенню Тарковського шамхальства як незалежного володіння. Пізніше від шамхальства також відділяється князівство Мічико. В результаті феодальної роздробленості в Газі-Кумухі володарем обирається Алібек II з титулом халклавчі. Лише син останнього Сурхай I у 1700 році створює Газікумухське ханство.

## Шамхали

### Сарірська династія (династія Абдулли)
імена невідомі XI — 1240 рік
Першим відомий представник (син Абдалли з сарірської династії, який перейшов в іслам) у 734 році прийняв титул шамхала, залишаючись васалом держави Сарір. Проте титул прийняли за ім'я. В подальшому його нащадки створили власну державу.

### Лакська династія
- Чопан ібн Султан-Алі (1240–1260)
- невідомі правителі (1260–1295)
- Бадр I (1295–1304)
- Ахсувар-шамхал I (1320-?)
- невідомі володарі до 1443 року

### Кумицька династія
- невідомі володарі 1443–1485
- з титулом падишах 1485–1510
- Уллу-Ахай I (1510-?)
- Уллу-Ахай II (сер. XVI століття)
- Алібек I
- Умал Мухаммад I (1551–1557)
- Будай I (1557–1567)
- Сурхай I (1567–1569)
- Чопан (1569–1589)
- Сурхай II (1589–1604)
- Андій (1604–1623)
- Аділь-Герей I (1609–1614)
- Ільдар (1623–1635)
- Айдемір I (1635–1641)

## Територія
До складу шамхальства входили частина північного Азербайджану, південний Дагестан, Тарковське володіння, Тюменське володіння, Мічико (Чечня) і частина Малої Кабарди. Воно охоплювало територію, заселену усіма кумиками, лакцями та частково даргинцями, що входили в союз Акуша-Дарго.
Газі-Кумух слугував місцем перебування шамхала до кінця XVI ст. З цього часу вони взимку жили в Тарки або Буйнаку, а влітку поверталися в Газі-Кумуха. Така ситуація тривала до розпаду шамхальства.

## Державне управління
Правителями Газікумухського шамхальства були шамхали, яких також звали падишах й валі. Шамхала обирали на зборах представників династії та вищої знаті на з'їзді у Газі-Кумух. Тоді ж обирався кримшамхал (від лакського к'ірим-шамхал, тобто спадкоємець шамхала).
Шамхали очолювали законодавчі та дорадчі органи влади, чинили суд і розправу, керували зовнішньою політикою, були головнокомандуючими військовими силами. Шамхальський двір являв собою на кшталт центрального уряду. Зовнішньою політикою займався сам шамхал і його наближені. Проте перемовини з іншими державами від імені шамхалів вели спеціальні посли. підлеглими були візірі, кадії, аміри.
Управління здійснювалося згідно з нормами адату й шаріату. Адатами керувалися правителі і місцеві володарі, представники сільської адміністрації. Кадії (судді) розбирали переважно цивільні справи за нормами шаріату, керуючись шафіїтським мазхабом.

## Економіка
У шамхальство входили території з різними кліматичними умовами, від напівпустельних прикаспійських степів, передгір'їв, гірських плато до високогір'я, що накладало відбиток на господарську діяльність їх мешканців. Природно-кліматичні умови в шамхальстві були сприятливими для занять сільським господарством (землеробством, скотарством, садівництвом), дозволяли вести багатогалузеве господарство.
Шамхальство було пов'язано широкою мережею торгових шляхів практично з усіма феодальними володіннями і союзами сільських громад Дагестану, так як займало дуже важливу в стратегічному відношенні територію. Через неї проходили внутришньодагестанські торгові шляхи. Через Кумух проходила одна з північних гілок Шовкового шляху, куди з'їжджалися купці з Бухари, Стамбула та Імперії Великих Моголів. Мита з торговельних караванів, що проходили по приморській трасі значно поповнювали казну шамхалів.
Газікумухське шамхальство не мало тісних внутрішніх економічних зв'язків між різними його частинами, тому часто переживало феодальні чвари і міжусобиці, сепаратистські тенденції місцевих володарів (беків, кримшамхалів).